# Martin Wierig
Martin Wierig (10. lipnja 1987. - ) je njemački atletičar i bacač diska. Poznat je po osvajanju dvaju brončanih odličja na Svjetskom i Europskom juniorskom prvenstvu 2005. i 2006. godine, te zlata i bronce na Europskim prvenstvima do 23 godine. Za Njemačku je nastupio na Svjetskom prvenstvu u atletici 2015. u Pekingu, gdje je je u kvalifikacijama osvojio 19. mjesto bacivši 61,35 metara, što nije bilo dovoljno za odlazak u završnicu natjecanja.